# 馮翥鵬
馮翥鵬（?—?），金坛人，清朝政治人物。
同治8年（1869年），擔任清朝遵义府婺川縣知縣。后由鄭漢接任。